# Screamers (film)
Screamers è un documentario realizzato dall'attivista umanitaria Carla Garapedian. È stato presentato in anteprima mondiale il 2 novembre 2006 a Los Angeles, California, ed è uscito nelle sale cinematografiche il 12 gennaio 2007. Il documentario si occupa di illustrare tutti i genocidi commessi nel corso del Novecento, e vuole indurre il pubblico a porsi le grandi domande sul tema.

## Partecipazioni
La cronaca del documentario è stata realizzata dal gruppo musicale alternative metal System of a Down, i quali sono da sempre interessati al riconoscimento da parte della Turchia del genocidio armeno (1915), in quanto di etnia armena.
In una loro dichiarazione hanno affermato:
Anche i sottofondi musicali del documentario sono brani realizzati da loro nel corso della loro carriera musicale.
Il nonno di Serj Tankian ha contribuito alla produzione del documentario, in quanto è sopravvissuto alla strage armena.